# Schießerei auf dem Dam

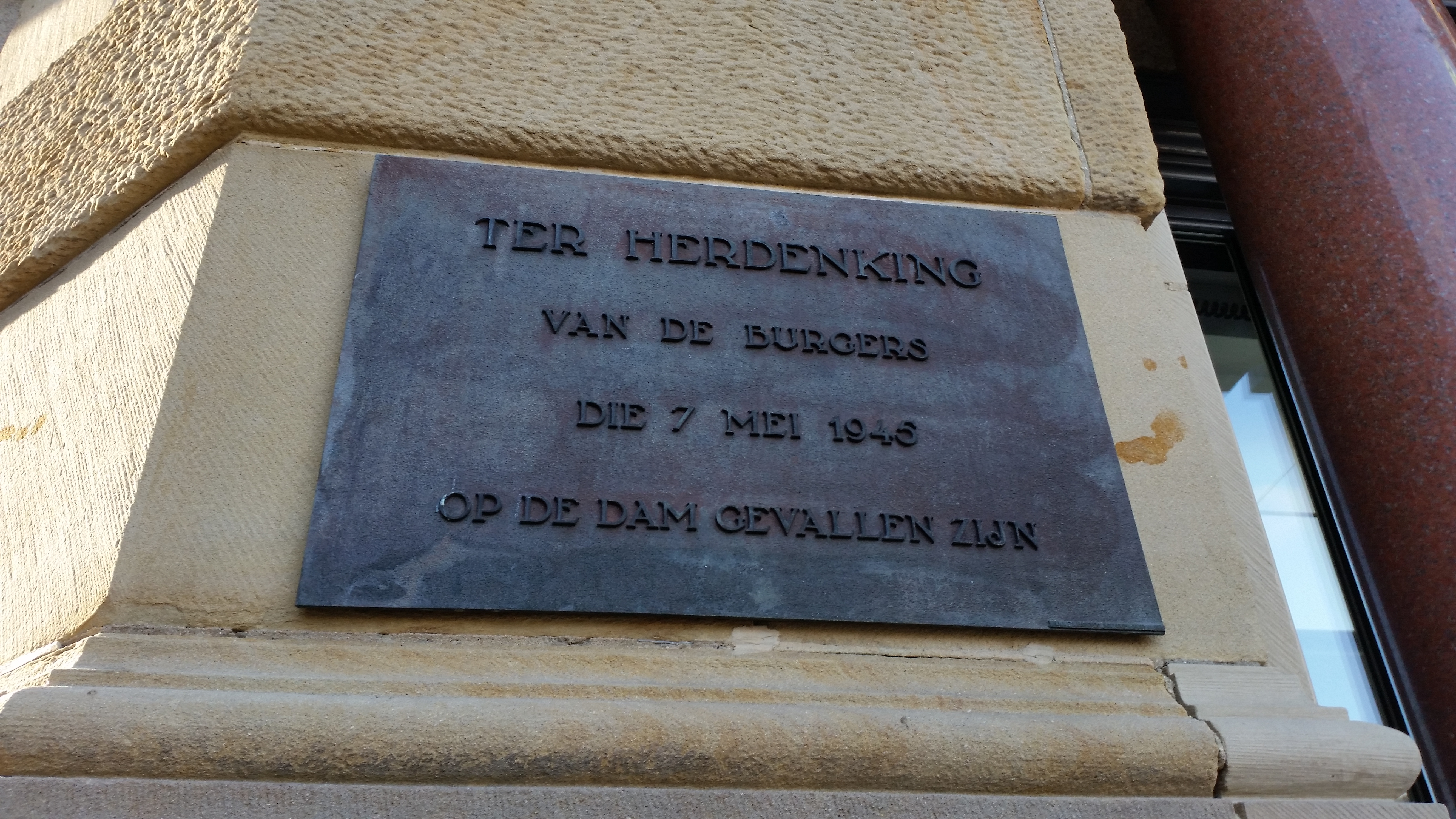
Erinnerungstafel an die Schießerei am Haus Dam Ecke Kalverstraat

Bei der Schießerei auf dem Dam, dem zentralen Platz von Amsterdam, kamen am 7. Mai 1945 mutmaßlich mehr als 32 Menschen ums Leben. Dabei schossen deutsche Soldaten auf niederländische Zivilisten, obwohl die Wehrmacht zwei Tage zuvor kapituliert hatte, und es kam zu einem Feuergefecht mit den Binnenlandse Strijdkrachten.

## Die Schießerei

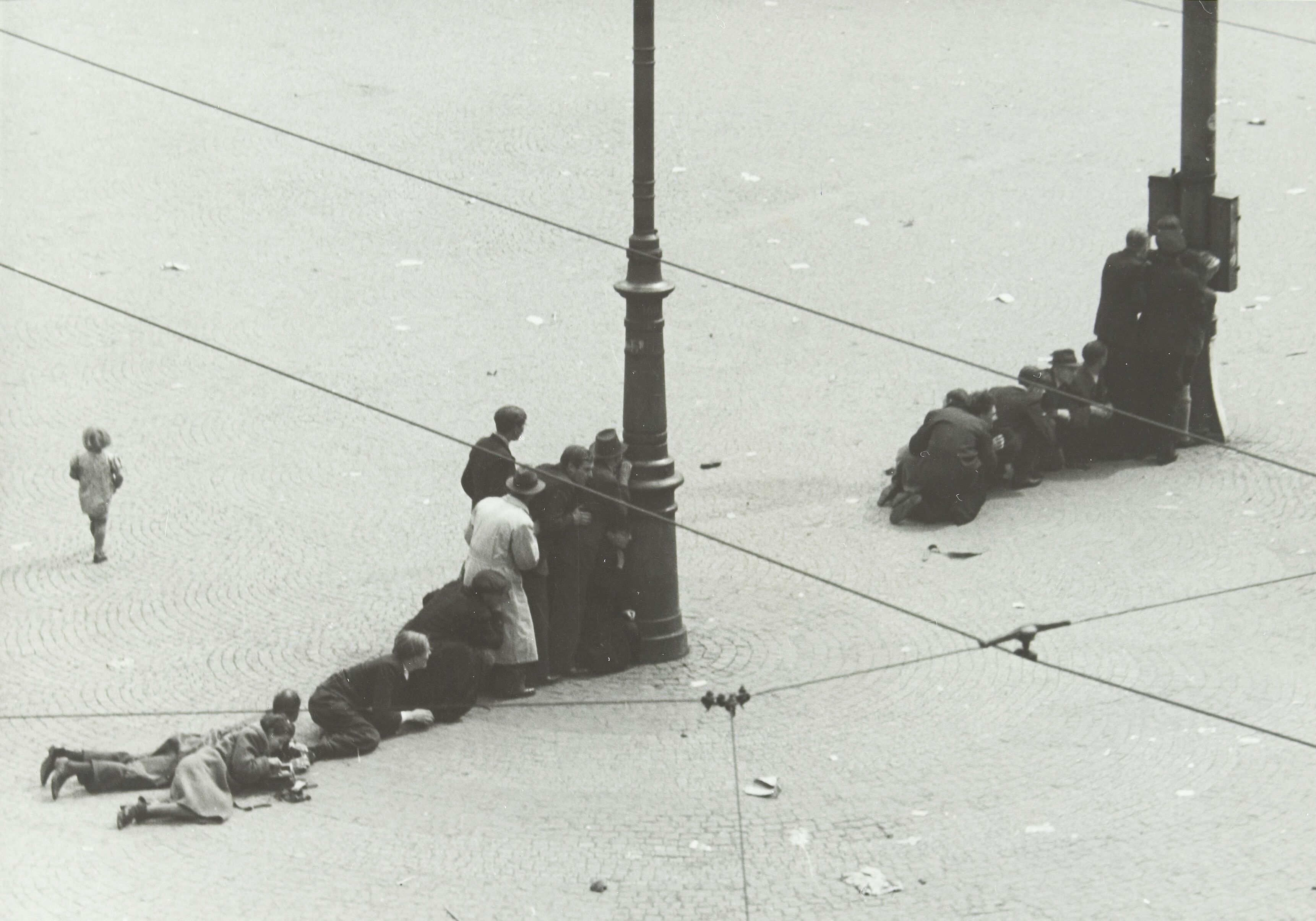
Menschen versteckten sich hinter Laternenpfählen, am linken Bildrand läuft ein Kind

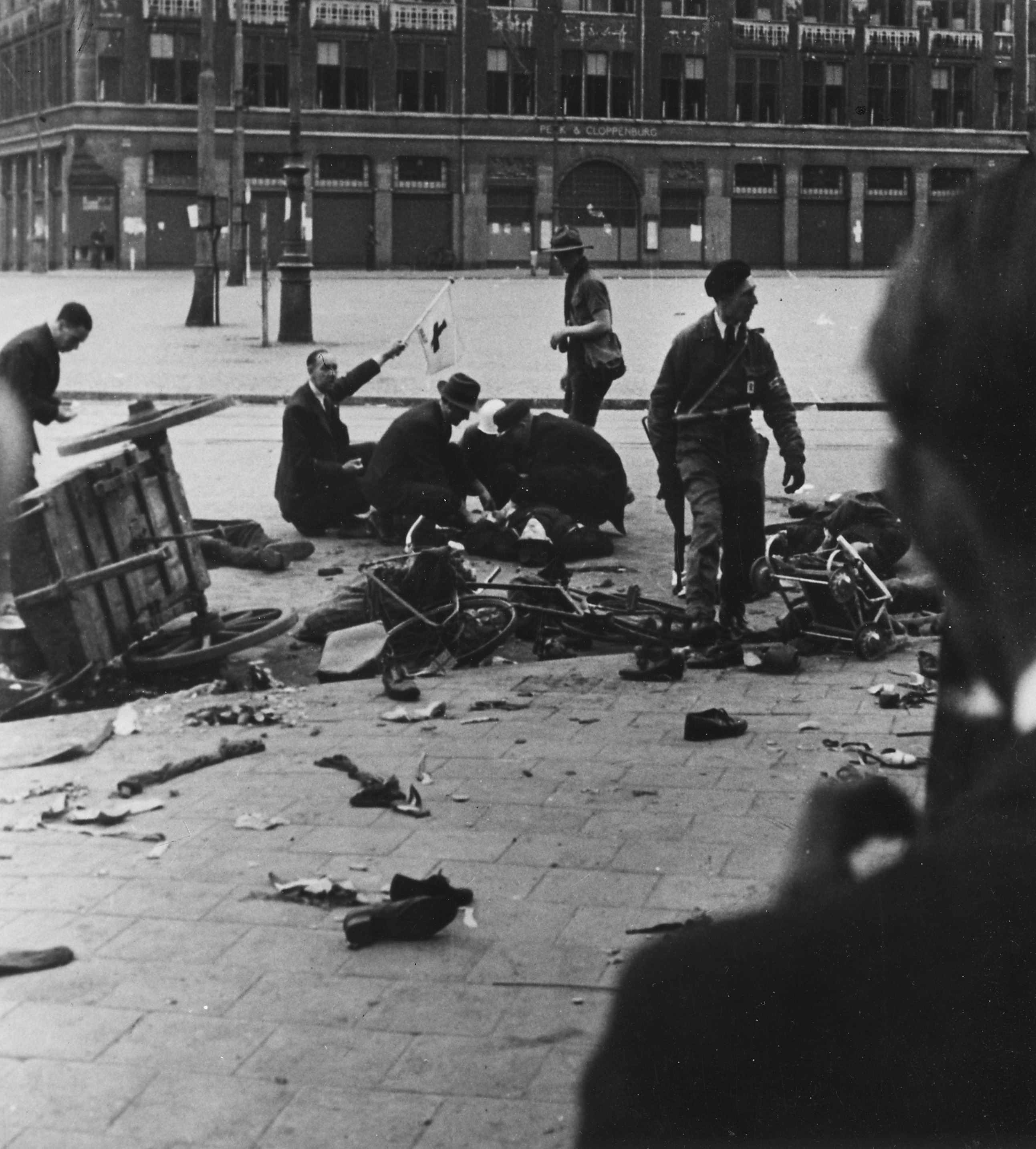
Verletzte Menschen nach der Schießerei

Nachdem am 5. Mai 1945 die deutsche Wehrmacht in den Niederlanden kapituliert hatte, versammelten sich zwei Tage später Tausende euphorische Amsterdamer – Frauen, Männer und Kinder – auf dem Dam; sie erwarteten die ersten kanadischen Soldaten, die an der Befreiung der Niederlande von der deutschen Besatzung beteiligt waren. Die Jahrmarktsorgel Het Snotneusje (die Rotznase) spielte, die Menschen tanzten und ein Puppentheater unterhielt die Kinder.
Gegen 12:30 Uhr erreichten einige britische Militärfahrzeuge der Aufklärungseinheit Polar Bear Division über den Rokin den Dam. Aus entgegengesetzter Richtung kamen deutsche Lastwagen, und die Fahrzeuge fuhren, nur wenige Meter voneinander getrennt, aneinander vorbei; es entstand eine gespannte Stimmung. Die Deutschen fuhren weiter, und auch die Briten verließen den Dam wieder, da sie auf Verstärkung warteten. Währenddessen begannen die Binnenlandse Strijdkrachten (BS) in der Stadt mit der Entwaffnung von deutschen Soldaten im Rahmen der Widerstandsoperation Three Castles. Das verstieß gegen die Kapitulationsvereinbarung, die beinhaltete, dass die Entwaffnung der Deutschen der kanadischen Armee vorbehalten sein sollte.
In den Räumen des Koninklijke Industrieele Groote Clubs am Dam hatten sich Angehörige der deutschen Kriegsmarine verschanzt. Vom dortigen Balkon aus wurden gegen 15 Uhr Schüsse auf die Menschen auf dem Platz abgegeben, und es kam zu einem Feuergefecht zwischen den Deutschen und den BS. Unter den Menschen auf dem Platz brach Panik aus, sie rannten voller Angst davon oder verbargen sich hinter Hindernissen wie Zeitungskiosken, Laternenpfählen oder auch der großen Orgel. Weitere Menschen brachten sich in der Nieuwe Kerk in Sicherheit.
Das Feuergefecht dauerte rund zwei Stunden; dabei wurden mindestens 32 Menschen getötet und viele weitere verletzt. Vor Ort anwesende Krankenschwestern, Rotkreuz-Angehörige und Pfadfinder bemühten sich, die verletzten Menschen notdürftig zu versorgen oder fortzuschaffen. Carel Frederik Overhoff, einem Kommandeur der BS, gelang es schließlich gemeinsam mit einem deutschen Offizier, die beiden Parteien zur Einstellung des Feuers zu bewegen. Eine andere Version lautet, dass die Schießerei erst geendet habe, nachdem Panzerfaustgranaten aus dem Paleis op de Dam in Richtung des Groote Clubs abgefeuert worden seien. Die Deutschen verblieben in den Clubräumen, bis sie am 9. Mai von kanadischen Soldaten gefangen genommen wurden.
Von der Schießerei gibt es Filme und Bilder, weil sich zahlreiche Fotografen zum Empfang der Kanadier auf dem Dam eingefunden hatten. Die Kanadier erreichten die Innenstadt von Amsterdam jedoch erst später.

## Untersuchungen und Erinnerung
Ursache und Verlauf der Schießerei wurden nie untersucht, was den Wirren nach Kriegsende zugeschrieben wird. Über Jahrzehnte war daher unklar, wie viele Opfer das Feuergefecht gefordert hatte und wer sie waren; auch die Schuldigen wurden nie ermittelt. Als Ursache für die Schießerei wird die Entwaffnung deutscher Soldaten durch die niederländischen BS entgegen der Kapitulationsvereinbarung vermutet. Die Deutschen hätten sich möglicherweise durch die BS bedroht gefühlt und Angst vor der Wut der Niederländer gehabt. Möglicherweise fielen erste Schüsse in der Umgebung, weil ein Deutscher sich daher geweigert hatte, seine Waffe an die BS herauszugeben.

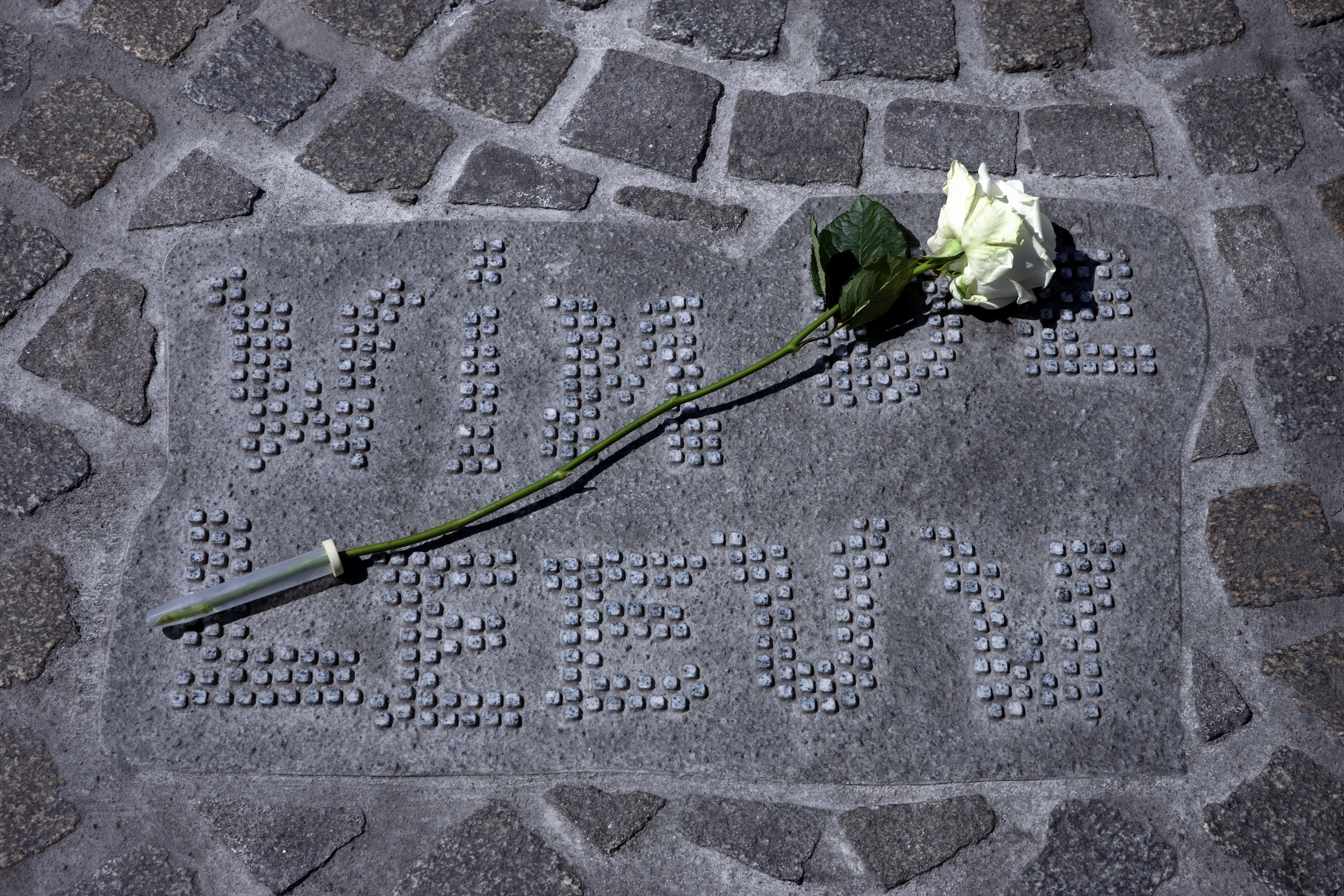
Gedenkstein für das Opfer Wim de Leeuw

Zunächst ging man von bis zu 22 Opfern der Schießerei aus, wenn auch damalige Zeitungsberichte von bis zu 120 toten Menschen berichteten. Die Stichting Memorial ging 2015 an die Öffentlichkeit, sammelte Informationen und führte Gespräche mit Zeitzeugen und Angehörigen. Bis 2016 konnten 32 Menschen, die 1945 auf dem Dam ums Leben gekommen waren, identifiziert werden; es ist unklar, ob es nicht noch weitere Todesopfer gab und wie viele Verletzte, darunter auch welche, die in Panik niedergerannt worden waren. Der jüngste Tote war ein achtjähriger Junge namens Gerri.
2016 wurden 32 Steine mit den Namen der Opfer auf dem Dam verlegt. Zum 75. Befreiungstag am 5. Mai 2020 wurde die Orgel Het Snotneusje restauriert. Dabei wurden zwei Geschosse entfernt, die seit der Schießerei noch in ihr steckten, aber die Einschusslöcher sichtbar gelassen. Wegen der COVID-19-Pandemie im Königreich der Niederlande fielen die geplanten Feierlichkeiten im Jahre 2020 zwar aus, die Orgel jedoch stand am 5. Mai trotzdem auf dem Dam und spielte.